# Sozialpsychologie
Die Sozialpsychologie ist ein Teilgebiet der Psychologie, in dem untersucht wird, wie psychologische und soziale Prozesse das menschliche Verhalten und Erleben beeinflussen. Sie beschäftigt sich mit Fragen wie der Entstehung von Vorurteilen, der Gestaltung sozialer Beziehungen oder den Auswirkungen von Mediengewalt. Diese Themen sind von zentraler Bedeutung für das Verständnis grundlegender menschlicher Eigenschaften, wie Aggression oder Kooperation, und haben weitreichende gesellschaftliche Relevanz. Die Sozialpsychologie liefert wichtige Erkenntnisse, die in praktischen Bereichen wie der Arbeitspsychologie, Gesundheitspsychologie oder der politischen Psychologie angewendet werden.
Ein zentrales Ziel der sozialpsychologischen Forschung ist es, Lösungen für gesellschaftliche Probleme zu entwickeln. Dies umfasst die Förderung von Teamarbeit, die Prävention von Mobbing oder die Bekämpfung von Diskriminierung. Dabei kommen moderne statistische Methoden, wie die logistische Regression, zum Einsatz, um den Einfluss von sozialen und psychologischen Faktoren auf binäre, diskrete Variablen zu untersuchen. Diese Methoden ermöglichen es, komplexe soziale Phänomene zu verstehen und fundierte Handlungsempfehlungen abzuleiten.

## Definition
Eine weit verbreitete Definition stammt vom US-amerikanischen Sozialpsychologen Gordon W. Allport aus dem Jahr 1954:

„Sozialpsychologie ist der wissenschaftliche Versuch zu erklären, wie die Gedanken, Gefühle und Verhaltensweisen von Individuen beeinflusst werden durch die tatsächliche, vorgestellte oder implizite Anwesenheit anderer Menschen.“

Grundsätzlich kann in der Sozialpsychologie auf Ebene der intrapsychischen Prozesse, wie auch auf Ebene der sozialen Interaktion analysiert werden. Weitere Analyseebenen sind darüber hinaus die intra- und intergruppale Interaktion.
Zwei fundamentale Axiome der Sozialpsychologie lauten:
1. Menschen konstruieren ihre eigene Realität.
2. Das gesamte Erleben und Verhalten wird von sozialen Beziehungen beeinflusst.

## Geschichte der Sozialpsychologie
Den Beginn des Fachgebiets Sozialpsychologie terminieren Jonas, Stroebe und Hewstone auf 1898, als die mutmaßlich ersten sozialpsychologischen Experimente durch Norman Triplett durchgeführt wurden. Triplett konnte zeigen, dass Radrennfahrer bessere Leistungen erbringen, wenn sie gegen Wettbewerber oder einen Schrittmacher antreten. Diese quasiexperimentellen Befunde validierte Triplett durch ein Folgeexperiment, in dem Schulkinder das Aufrollen einer Angelschnur alleine oder im Wettkampf ausführten; heute werden diese Experimente als Belege für den Effekt der sozialen Erleichterung genannt.
Das Jahr 1908, in dem die ersten beiden Lehrbücher der Sozialpsychologie veröffentlicht wurden, halten Jonas et al. für eine suboptimale Annahme zum Beginn der Sozialpsychologie – der Soziologe Edward Alsworth Ross publizierte Social psychology, an outline and source book durch die New Yorker Macmillan Company; der Psychologe William McDougall schrieb An Introduction to Social Psychology, welche ursprünglich bei Methuen & Co. in London veröffentlicht wurde. Beide Texte enthielten wenig Inhalte, die nach heutigen Maßstäben der Sozialpsychologie zugeordnet werden könnten.

### Entwicklungspfade der Sozialpsychologie
Es lassen sich zwei verschiedene Entwicklungsstränge in der Sozialpsychologie ausmachen:
- die soziologische Sozialpsychologie, die v. a. in Europa als Teilgebiet der Soziologie entwickelt wurde und
- die psychologische Sozialpsychologie, die in den USA entwickelt wurde und sich inzwischen auch in Europa etabliert hat.

Der Unterschied zwischen den beiden Ansätzen besteht darin, dass sich die soziologische Sozialpsychologie stärker auf Gruppenprozesse ausrichtet, während sich die psychologische Sozialpsychologie stärker auf das Individuum fokussiert.
Die soziologische Sozialpsychologie wird häufig theorielastig betrieben und konstituiert sich als Geistes- und Sozialwissenschaft. Entsprechende Ansätze sind z. B. die Kritische Theorie, welche auch psychoanalytische Ideen beinhaltet. Zu den sozialpsychologisch arbeitenden Psychoanalytikern zählen Sigmund Freud, Wilhelm Reich und Erich Fromm. Innerhalb der Frankfurter Schule sind insbesondere Theodor W. Adorno (Studien zum autoritären Charakter) und Herbert Marcuse (Triebstruktur und Gesellschaft) zu nennen. An die Psychoanalyse Lacan'scher Prägung schließen die Arbeiten von Slavoj Žižek und anderen an.
Die psychologische Sozialpsychologie erforscht im weitesten Sinne die Auswirkungen sozialer Interaktionen auf Gedanken, Gefühle und Verhalten des Individuums (“an attempt to understand and explain how the thought, feeling and behavior of individuals are influenced by the actual, imagined, or implied presence of others”, Allport 1968). Quantitative Untersuchungsformen, vor allem das Experiment konstatieren ihr Selbstverständnis als Naturwissenschaft. Als Gründer der modernen Sozialpsychologie gilt Kurt Lewin.
Die Grenze beider Perspektiven verschwimmt jedoch durch die Anwendung quantitativer und qualitativer Verfahren in beiden Disziplinen zusehends. Neuere interdisziplinäre Bestrebung, Sozial- und Naturwissenschaften in den sogenannten Humanwissenschaften zusammenzuführen, bestärken diese Tendenz.

## Forschungsbereiche
Die Forschungsgegenstände in der Sozialpsychologie sind vielfältig.
Einer davon ist die soziale Wahrnehmung, also der Prozess, bei dem Informationen über die individuellen Merkmale einer Person aufgenommen, gesammelt und interpretiert werden. Zur sozialen Wahrnehmung gehören zudem die Attributionstheorien (die sich mit Erklärungen für unser eigenes Verhalten und das Verhalten anderer Menschen beschäftigen), die Theorie der korrespondierenden Schlussfolgerungen (die annimmt, dass Betrachter aus einem beobachteten Verhalten auf entsprechende Absichten schließen) und die Kovariationstheorie (die eine Erklärung dafür liefert, wie Menschen unterschiedliche Ursachen einer beobachteten Handlung einschätzen und beurteilen).
Ein weiteres zentrales Thema innerhalb der Sozialpsychologie ist die soziale Kognition. Diese versucht zu verstehen, wie wir über uns selbst und über andere Menschen denken und wie die hierbei beteiligten Prozesse unser Verhalten und unser Urteil in sozialen Situationen beeinflussen. Bedeutsam in der Forschung der sozialen Kognition ist die Unterscheidung zwischen automatischen und kontrollierten (Denk-)Prozessen. Ein automatischer Prozess ist ein Prozess, der ohne Absicht und unbewusst auftritt, welcher gleichzeitig ablaufende kognitive Prozesse nicht stört. Ein kontrollierter Prozess dagegen ist ein absichtlich herbeigeführter Prozess, welcher sehr aufwändig ist und bewusst abläuft. Auch sogenannte Stereotypen, also kognitive Strukturen, die unser Wissen und unsere Erwartungen gegenüber anderen sozialen Menschengruppen enthalten, spielen eine wichtige Rolle in der Forschung der sozialen Kognition.
Die Sozialpsychologie beschäftigt sich unter anderem auch mit Konstruktionen und Interpretationen des Selbst, also mit den Ansichten und dem Wissen einer Person über sich selbst. Die Sozialpsychologie interessiert sich hier besonders dafür, woher die Selbstkenntnis stammt und worin deren gesellschaftliche Ursprünge liegen. Begriffe wie das Selbstkonzept, Selbstschemata (mentale Strukturen, die uns helfen Verarbeitungen selbstbezogener Informationen zu organisieren und anzuleiten) und das Selbstwertgefühl sind zentrale Begriffe in der Forschung des Selbst.
Auch das Thema Einstellungen ist ein zentraler Bereich der Sozialpsychologie. Unter dem Begriff Einstellung versteht man die Bewertung von Menschen, Gruppen und Sachverhalten in unserer sozialen Umwelt. Einstellungen haben großen Einfluss darauf, wie ein Individuum sich verhält und wie es die Welt wahrnimmt. Als eines der wichtigsten Modelle zum Einstellungsbegriff zählt das Multikomponentenmodell der Einstellung. Dieses besagt, dass Einstellungen zusammenfassende Bewertungen eines Objektes sind, die auf kognitiven, affektiven und verhaltensbezogenen Grundlagen beruhen. Einstellungsforscher beschäftigen sich außerdem damit, wann und wie Einstellungen unser Verhalten vorhersagen, also mit der Beziehung zwischen Einstellung und Verhalten. Ebenfalls von zentraler Bedeutung in der Sozialpsychologie sind Strategien zur Einstellungs- und Verhaltensänderung und der soziale Einfluss, bei dem Menschen durch Anwesenheit Anderer beeinflusst werden, ohne gezielten Versuch, diese zu beeinflussen.
Ein weiterer Gegenstandsbereich der Sozialpsychologie sind soziale Aspekte der Emotionen und Stimmungen als Entscheidungsgrundlagen.
Die Sozialpsychologie beschäftigt sich ebenfalls damit, warum Menschen Gruppen bilden, welche sozialen Rollen sie dabei einnehmen (welche Erwartungen an eine Person mit einer bestimmten Position in der Gruppe gestellt werden), was für verschiedene Arten von Gruppen es gibt (arbeitsbezogene Gruppe, weltanschauliche Gruppe, Gruppe mit emotionaler Nähe usw.) und deren Einfluss auf das Individuum.
Auch Vorurteile und Intergruppenbeziehungen spielen in der Sozialpsychologie eine große Rolle. Ein Sozialpsychologe versucht also eine Erklärung für die Entstehung von negativen Einstellungen gegenüber einer Fremdgruppe zu liefern und deren Auswirkungen auf das Verhalten eines Individuums zu erforschen.
Weitere wichtige Gegenstandsbereiche der Sozialpsychologie sind unter anderem:
- interpersonale Attraktivität, prosoziales Verhalten, Aggression,
- Kommunikation, Nonverbale Kommunikation,
- Wertvorstellungen und Normen,
- Rechtsgefühl,
- Soziales Lernen und Sozialisation,
- Konsistenztheorien.

## Angrenzende Fachgebiete und Disziplinen
Es gibt verschiedene Aspekte der Sozialpsychologie, die interdisziplinär betrachtet werden. Insbesondere mit der Soziologie besteht wechselseitige Beeinflussung und Inspiration, so wurden etwa sozialpsychologische Forschungen zu Rollen und Einstellungen soziologisch angestoßen. Während die Soziologie jedoch eine makrosoziale Ebene betrachtet – die gesellschaftliche Ebene, also Gruppen, Organisationen und Gesellschaften, untersucht die Sozialpsychologie auf mikrosozialem Level – also mit Blick auf Prozesse oder Phänomene im Individuum und die allen Menschen gemeinsamen psychischen Prozesse.
Die Persönlichkeitspsychologie hingegen untersucht die individuell charakteristischen Merkmale.

## Bekannte Sozialpsychologen
- Theodor W. Adorno (Vorurteilsforschung)
- Gordon Allport (Vorurteilsforschung)
- Elliot Aronson (Kognitive Dissonanz, Selbstrechtfertigung, Vorurteilsforschung)
- Solomon Asch (Konformitätsexperiment von Asch)
- Albert Bandura (Sozialkognitive Lerntheorie)
- Roy F. Baumeister
- Junius F. Brown (Feldtheorie)
- Peter Brückner (u. a. Existenzialontologie & Kritischen Theorie)
- Leon Festinger (Theorie sozialer Vergleichsprozesse; Theorie der Kognitiven Dissonanz)
- Dieter Frey
- David Dunning
- Erich Fromm (Humanistisch-Marxistisch-Analytische Sozialpsychologie)
- Daniel Gilbert (Wahrnehmungstäuschungen)
- Fritz Heider (Attributionstheorie, Balancetheorie)
- Carl I. Hovland (Persuasion)
- Martin Irle
- James S. Jackson (Afro-American and African studies)
- Hans Kilian (Dialektische Sozialpsychologie)
- Kurt Lewin (Feldtheorie, Gruppendynamik)
- Alfred Lorenzer
- William McDougall („Moralisation“: Sozialisation)
- George Herbert Mead
- Stanley Milgram (Gehorsam, Milgram-Experiment)
- Serge Moscovici (Minoritäteneinfluss)
- Boris Parygin
- Norbert Schwarz (Soziale Kognition, Umfrageforschung)
- Muzafer Sherif (Gruppendynamik)
- Fritz Strack (Soziale Kognition)
- Henri Tajfel (Theorie der sozialen Identität)
- Wilhelm Wundt („Völkerpsychologie“)
- Robert Zajonc (Mere-Exposure-Effekt, Konfluenzmodell)
- Philip Zimbardo (Stanford-Prison-Experiment)